# Sandviken
Sandviken ist eine Stadt in der schwedischen Provinz Gävleborgs län und der historischen Provinz Gästrikland. Sie liegt etwa 20 Kilometer westlich von Gävle am See Storsjön und ist Hauptort der gleichnamigen Gemeinde.

## Geschichte
Sandviken wurde 1862 gegründet. Der Gründer, Konsul Göran Fredrik Göransson, erbaute ein Stahlwerk auf der nördlichen, sandigen Bucht von Storsjön. Vier Jahre zuvor war es ihm als Erstem gelungen, das Bessemer-Verfahren in großem Stil anzuwenden. Die Expansion des Stahlwerkes führte auch zu einem Anwachsen des Ortes, der um 1900 schon 6.000 Einwohner hatte. Sandviken wurde 1927 Minderstadt (köping) und 1943 Stadt. 1970 wurde das vom postmodernistischen Architekten Ralph Erskine geplante Wohnviertel Nya Bruket errichtet, heute zusammen mit dem älteren Wohnviertel Gamla Bruket aus den 1880er Jahren ein attraktives Wohngebiet. Die Geschichte der Stadt kann im Werksmuseum Bruksgården, das sich in der ehemaligen Arbeitersiedlung befindet, nachvollzogen werden.

## Wirtschaft
Von Beginn an war Sandviken völlig abhängig vom Stahlwerk Sandvikens Jernverks Aktie Bolag, heute Sandvik AB. Auch heute noch ist Sandviken eine ausgeprägte Industriestadt. Der Werkzeughersteller Sandvik Coromant (Zerspanung, Drehmeißel, Bohr- und Fräswerkzeuge, Hartmetall-Wendeschneidplatten u. ä.) ist das größte Unternehmen seiner Art auf der Welt.
Vom nahegelegenen Flugplatz Gävle-Sandviken gibt es keine Linienflugverbindungen mehr.

## Sport
Die Bandymannschaft des Ortes, Sandvikens AIK, konnte mehrmals die schwedische Meisterschaft gewinnen. In der 2009 fertiggestellten Göransson Arena fand die Bandy-Weltmeisterschaft 2017 statt. Die Fußballmannschaft, Sandvikens IF, war schon 21-mal in der obersten schwedischen Liga, spielt aber zurzeit in der Superettan, der zweithöchsten Spielklasse. Der dazugehörende Sportplatz (Jernvallen) war der nördlichste Austragungsort von Fußballweltmeisterschaftspielen – hier fanden zur WM 1958 einige Vorrundenspiele statt.

## Kultur
Aus Sandviken stammt u. a. die 2011 gegründete Death-Metal-Band Sordid Flesh.

## Persönlichkeiten
- Totta Näslund (1945–2005), Bluesmusiker und Schauspieler
- Tomas Ledin (* 1952), Sänger
- Stig Jäder (* 1954), Skilangläufer
- Ulf Schefvert (* 1957), Handballtrainer und Spieler
- Daniel Åberg (* 1975), Schriftsteller, Blogger, Kultur- und Technikjournalist
- Fredrik Nordström (* 1974), Jazzsaxophonist
- Thomas Markusson (* 1978), Jazzbassist
- Kim Källström (* 1982), Fußballspieler
- Emil Jönsson (* 1985), Skilangläufer
- Anna Wijk (* 1991), Floorballspielerin
- Sara Hector (* 1992), Skirennläuferin